# Chiến dịch Tây Nguyên
Chiến dịch Tây Nguyên (từ 4 tháng 3 đến 3 tháng 4 năm 1975), mật danh Chiến dịch 275, là chiến dịch mở đầu cuộc Tổng tấn công và nổi dậy mùa Xuân năm 1975 do Quân Giải phóng miền Nam Việt Nam phát động tấn công. Với cuộc tiến công của phía Quân Giải phóng miền Nam Việt Nam ngày 10 tháng 3 năm 1975 vào Buôn Ma Thuột, cánh Nam của Quân đoàn II, Quân lực Việt Nam Cộng hòa đã bị sụp đổ. Những nỗ lực tái chiếm Buôn Ma Thuột của Quân lực Việt Nam Cộng hòa (QLVNCH) trong các trận phản công ngày 11 và 13 tháng 3 đều thất bại. Mất bình tĩnh sau các thất bại dồn dập, ngày 14 tháng 3, Tổng thống Nguyễn Văn Thiệu, kiêm luôn Tổng tư lệnh Quân lực Việt Nam Cộng hoà, đã có một bước đi hết sức sai lầm khi quyết định rút quân trên toàn địa bàn Tây Nguyên để về giữ miền duyên hải Trung Bộ. Việc rút quân tiến hành rất kém, nên chỉ ba ngày sau đó, hầu như toàn bộ Quân đoàn II Quân lực Việt Nam Cộng hoà với 60.000 quân đã bị tiêu diệt, đầu hàng hoặc tan rã trong cuộc rút quân hỗn loạn trên con đường số 7.
Chiến dịch này đã tạo nên một lỗ hổng rất lớn trong tuyến phòng thủ quân sự của Quân lực Việt Nam Cộng hòa tại địa bàn Quân khu II thuộc Quân đoàn II. Chiến dịch này mở đầu cho những thất bại quân sự khó có thể cứu vãn nổi của Quân lực Việt Nam Cộng hoà. Cùng với những sai lầm có tính chiến lược trong phương án và cách thức điều quân, phối trí lại lực lượng của các cấp chỉ huy QLVNCH mà đứng đầu là tổng thống Nguyễn Văn Thiệu, chiến dịch này đã tạo nên những đột biến lớn trên chiến trường mở đầu cho sự thất bại và tan rã toàn diện của QLVNCH tại miền Nam Việt Nam chỉ trong 55 ngày mùa xuân năm 1975, dẫn đến sự kết thúc Chiến tranh Việt Nam (1954–1975) và tái thống nhất Việt Nam sau 21 năm bị chia cắt.

## Lực lượng quân sự của các bên

### Quân Giải phóng miền Nam Việt Nam
Lực lượng Quân Giải phóng miền Nam Việt Nam tham chiến tại Mặt trận Tây Nguyên tháng 3 năm 1975 ban đầu được đặt dưới sự chỉ huy của Bộ Tư lệnh chiến dịch Tây Nguyên (mật danh 275) trên cơ sở tổ chức lại Bộ Tư lệnh Mặt trận Tây Nguyên (B3) trước đây. Ngày 5 tháng 2 năm 1975, Bộ Tư lệnh được thành lập do Trung tướng Hoàng Minh Thảo làm Tư lệnh, Đại tá Đặng Vũ Hiệp làm chính uỷ, Thiếu tướng Vũ Lăng (nguyên Cục trưởng Cục tác chiến) và các đại tá Phan Hàm, Nguyễn Năng, Nguyễn Lang làm Phó tư lệnh. Đại tá Phí Triệu Hàm làm Phó chính uỷ, Đại tá Hồ Đệ làm Tham mưu trưởng Quân đoàn kiêm Sư trưởng sư 10, sau làm Phó Tư lệnh quân đoàn 3.
Trực tiếp chiến đấu
Bộ binh:
- Các sư đoàn 2 Quảng-Đà, 10 Đắktô, 316 Bông Lau, 320A Đồng Bằng, 968 Trường Sơn.
- Các trung đoàn độc lập: 25, 271, 95A, 95B.

Đặc công: Trung đoàn 198 và 2 tiểu đoàn độc lập 14, 27.
Xe tăng-thiết giáp: Trung đoàn 273.
Pháo binh: Các trung đoàn 40 và 675.
Phòng không: Các trung đoàn 232, 234, 593.
Bảo đảm chiến đấu
Công binh: Các trung đoàn 7 và 575.
Thông tin: Trung đoàn 29.
Vận tải: một trung đoàn ô tô.
Tổng quân số các đơn vị Quân Giải phóng thuộc Bộ Tư lệnh chiến dịch Tây Nguyên là 65.141 người, trong đó có 44.900 người trực tiếp tham gia chiến đấu (có khoảng hơn 1000 bộ đội địa phương, du kích và TNXP tham chiến). Khối chủ lực có quân số 43.020 người; các đơn vị này được trang bị 47 xe tăng (loại T-54 hoặc Type 59), 16 xe thiết giáp Type 63, 88 khẩu pháo lớn từ 105 mm đến 130 mm hàng trăm khẩu pháo 85 mm và cối 120, 160 mm, 6 bộ khí tài tên lửa chống tăng B-72, 1.561 súng chống tăng B-40, B-41, hàng vạn súng bộ binh RPD, RPK, AK-47, K-63 và CKC, 343 súng phòng không các cỡ, 679 ô tô các loại. Các kho dự trữ hậu cần của mặt trận Tây Nguyên bảo đảm cung cấp cho các đơn vị từ 2 đến 3 tháng trong điều kiện chiến đấu liên tục.
Đầu tháng 3 năm 1975, các lực lượng nói trên được bố trí như sau:
- Cụm Buôn Ma Thuột: Sư đoàn bộ binh 316, trung đoàn bộ binh 95B, trung đoàn bộ binh 24 (thiếu tiểu đoàn), tiểu đoàn bộ binh 4 (trung đoàn 24), trung đoàn đặc công 198, trung đoàn xe tăng 273 (thiếu 1 tiểu đoàn), 2 trung đoàn pháo binh 40 (thiếu) và 675, 2 trung đoàn công binh 7 và 575, trung đoàn thông tin 29.
- Cụm Đức Lập: Sư đoàn 10 bộ binh (thiếu trung đoàn 24), trung đoàn bộ binh 271, tiểu đoàn đặc công 14, một tiểu đoàn pháo binh (thuộc trung đoàn pháo binh 40), 2 tiểu đoàn phòng không (thuộc trung đoàn phòng không 234.
- Khu vực đường 19 từ Bình Khê đi Pleibon: Sư đoàn 2, trung đoàn 95A.[5]
- Cụm Thuần Mẫn - đường 14: Sư đoàn bộ binh 320A (binh chủng hợp thành) được bổ sung một trung đoàn của F968.
- Cụm Pleiku-Kon Tum: Sư đoàn 968 (thiếu) và lực lượng vũ trang 2 tỉnh đảm nhiệm.
- Khu vực đường 21: trung đoàn bộ binh 25.[6]

Chiến dịch Tây Nguyên tập trung một lực lượng lớn các binh chủng hợp thành, gồm 5 sư đoàn và 4 trung đoàn bộ binh, 1 trung đoàn và 2 tiểu đoàn đặc công cùng lực lượng vũ trang địa phương trên địa bàn. Chiến dịch huy động một khối lượng lớn vũ khí binh chủng gồm 47 xe tăng và 16 xe thiết giáp K63 của Trung đoàn Tăng - Thiết giáp 273; 478 khẩu pháo và cối của 5 trung đoàn và 2 tiểu đoàn pháo binh độc lập; 35 khẩu pháo mang vác cỡ trên 100mm và 349 khẩu pháo, súng cối trong biên chế của các đơn vị bộ binh
Ngoài ra, để thực hiện thành công kế hoạch nghi binh và tấn công của mình, Quân Giải phóng đã huy động được sự hỗ trợ từ những người đồng bào dân tộc thiểu số tại Tây Nguyên. Họ giúp đỡ làm đường, kéo pháo, đặc biệt là phao tin để kế hoạch nghi binh thành công. Phối hợp với hoạt động của quân chủ lực, các đơn vị vũ trang địa phương tỉnh, huyện và dân quân du kích các buôn làng đã tham gia chiến đấu, phục kích tiêu diệt binh lính VNCH trên đường rút chạy. Những vùng VNCH kiểm soát ở Bắc Tây Nguyên đã nổ ra gần 200 cuộc biểu tình thu hút hàng vạn người tham gia đấu tranh. Binh vận là một mũi giáp công quan trọng. Ở vùng dân tộc thiểu số, binh vận không chỉ đánh vào QLVNCH mà còn góp phần làm tan rã hệ thống chính quyền của VNCH. Bằng các hình thức rải truyền đơn, viết thư tay cho thân nhân trong binh lính VNCH và công chức, nhân viên VNCH, chỉ riêng đồng bào các dân tộc ở Đắc Lắc đã làm rã ngũ 1000 lính VNCH và 250 chính quyền cấp xã. Các địa phương khác như Gia Lai, Kon Tum, Lâm Đồng... làm tan rã hàng chục đơn vị vũ trang của QLVNCH.

### Quân lực Việt Nam Cộng hòa[10][11]
Vùng duyên hải Trung-Nam Trung bộ
Bộ binh: Sư đoàn 22 (4 trung đoàn: 40, 41, 42, 47) và 45 tiểu đoàn bảo an.
Pháo binh: 5 tiểu đoàn với 146 khẩu các cỡ từ 105 đến 155 mm.
Xe tăng-Thiết giáp: 1 thiết đoàn và 8 chi đội tổng cộng 117 xe
Không quân: 12 phi đoàn gồm 102 máy bay chiến đấu phản lực và cánh quạt, 164 trực thăng, 69 máy bay vận tải, trinh sát và huấn luyện.
Hải quân: 2 hải đoàn tuần duyên, 2 giang đội trên sông
Chỉ huy cụm quân tại duyên hải miền Trung thuộc địa bàn Quân đoàn II - Quân khu II là Chuẩn tướng Lê Văn Thân, phó tư lệnh phụ trách về lãnh thổ. Lực lượng hải quân do Phó đề đốc Hoàng Cơ Minh tư lệnh vùng 2 hải quân chỉ huy. 
Các sĩ quan chỉ huy cấp dưới và các lực lượng có Chuẩn tướng Phan Đình Niệm, tư lệnh sư đoàn 22; các tiểu khu quân sự cấp tỉnh do các đại tá tỉnh trưởng phụ trách gồm: đại tá Lý Bá Phẩm, tỉnh trưởng Khánh Hòa, đại tá Trần Đình Vi, tỉnh trưởng Bình Định, đại tá Vũ Quốc gia, tỉnh trưởng Phú Yên, đại tá Nguyễn Văn Tư, tỉnh trưởng Ninh Thuận, đại tá Ngô Tấn Nghĩa, tỉnh trưởng Bình Thuận.
Vùng Cao nguyên
Bộ binh: Sư đoàn 23 (3 trung đoàn: 44, 45, 53), 7 liên đoàn biệt động quân (4, 6, 21, 22, 23, 24, 25; các đơn vị này có quân số tương đương 10 trung đoàn), 36 tiểu đoàn bảo an.
Pháo binh: 8 tiểu đoàn với 230 khẩu các cỡ từ 105 đến 175 mm.
Xe tăng-thiết giáp: 4 thiết đoàn với 371 xe
Không quân: 1 phi đoàn chiến đấu (32 chiếc), 2 phi đoàn trực thăng (86 chiếc), 1 phi đoàn vận tải, trinh sát và huấn luyện (32 chiếc).
Bộ tư lệnh tiếp vận Quân khu II - Quân đoàn II QLVNCH có các kho dự trữ đủ khả năng cung cấp cho Quân đoàn chiến đấu ác liệt trong hai tháng.
Theo đại tá Phạm Bá Hoa, tham mưu trưởng Tổng cục tiếp vận QLVNCH, các lực lượng này được bố trí theo thế "nặng đầu nhẹ đuôi" trên địa bàn Cao nguyên trung phần. Trung đoàn 44 (sư đoàn 23) và 3 thiết đoàn xe tăng, 5 tiểu đoàn pháo, 5 liên đoàn biệt động quân (6, 22, 23, 24, 25) đóng quanh khu vực Kon Tum - Pleiku và chốt giữ đường 19 đi An Khê (Bình Định); toàn bộ 4 phi đoàn không quân đóng tại sân bay Cù Hanh; Trung đoàn 45 (sư đoàn 23) và 1 chi đoàn thiết giáp (thuộc thiết đoàn 8) giữ Quảng Đức, liên đoàn 4 biệt động quân và 1 tiểu đoàn pháo binh giữ Thanh An - Đồn Tằm. Tại Buôn Ma Thuột chỉ có trung đoàn 53, liên đoàn 21 biệt động quân, trung đoàn pháo binh 232, thiết đoàn 8 (thiếu) và một chi đội thiết giáp, 3 liên đoàn bảo an, hậu cứ trung đoàn 45 (khu B50), các đơn vị hậu cứ và Bộ chỉ huy nhẹ của sư đoàn 23. Tổng số quân 8.350 người, trong đó có 5.920 quân đóng tại các căn cứ trong thị xã, 2.430 quân đóng tại các cứ điểm ngoại vi thị xã. Lực lượng này được trang bị 19 pháo 105 mm, 4 pháo 155 mm, 16 xe tăng M-41 và M48, 50 xe bọc thép M-113, phi đội trinh sát có 6 máy bay trinh sát L-19 và trực thăng UH-1 tại sân bay Hòa Bình (Phụng Dực).
Thiếu tướng Phạm Văn Phú chỉ huy các lực lượng của Quân đoàn II-QLVNCH. 
Các chỉ huy cấp tại cụm quân Cao nguyên có Chuẩn tướng Trần Văn Cẩm phó tư lệnh phụ trách hành quân; chuẩn tướng Phạm Ngọc Sang, tư lệnh sư đoàn 6 không quân, chuẩn tướng Lê Trung Tường, tư lệnh sư đoàn 23; Đại tá Lê Khắc Lý, tham mưu trưởng quân đoàn; Đại tá Phạm Duy Tất, chỉ huy biệt động quân, đại tá Vũ Thế Quang, Phó tư lệnh sư đoàn 23. 
Các tiểu khu quân sự tỉnh do các đại tá tỉnh trưởng nắm giữ gồm: đại tá Phạm Văn Nghìn, tỉnh trưởng Quảng Đức, đại tá Nguyễn Trọng Luật, Tỉnh trưởng Đắc Lắc và tỉnh trưởng các tỉnh trưởng Kon Tum, Pleiku, Phú Bổn, Tuyên Đức.
Trên toàn mặt trận Tây Nguyên, so với lực lượng QLVNCH, lực lượng bộ binh Quân Giải phóng miền Nam Việt Nam ít hơn một chút và kém hơn đáng kể về hỏa lực hạng nặng (xe tăng, xe thiết giáp, pháo cỡ lớn và máy bay). Nhưng do Quân Giải phóng miền Nam Việt Nam tập trung chủ lực tại cánh Nam trong khi phần lớn QLVNCH kéo về phòng thủ tại cánh Bắc (do bị mắc bẫy nghi binh của đối phương), nên tại điểm quyết chiến Buôn Ma Thuột vào giờ khai hỏa, ưu thế của Quân Giải phóng miền Nam Việt Nam so với QLVNCH tại đây có tỉ lệ áp đảo: bộ binh 5:1, thiết giáp 2:1, pháo lớn 2:1. Ưu thế này bảo đảm cho Quân Giải phóng miền Nam Việt Nam khả năng thắng lợi nhanh chóng do đối phương khó có khả năng cầm cự lâu dài chờ quân phản kích ứng cứu.

## Ý đồ chiến lược, chiến thuật quân sự của các bên

### PhíaQuân Giải phóng miền Nam Việt Nam
Từ ngày 17 đến ngày 19 tháng 2, Bộ Tư lệnh chiến dịch Tây Nguyên họp mở rộng để bàn phương án tác chiến. 
Đánh giá tình hình Quân lực Việt Nam Cộng hòa trên địa bàn, các tướng lĩnh và sĩ quan chỉ huy cao cấp của Bộ Tư lệnh chiến dịch thống nhất nhận định:
- Đối phương có thể huy động cao nhất từ 5 đến 7 đơn vị cấp trung đoàn để lần lượt phản đội kích ngăn chặn cuộc tấn công. Nếu không phải đối phó trên nhiều hướng, đối phương có thể huy động lực lượng dự bị chiến lược và từ các quân khu khác khoảng từ 9 đến 12 trung đoàn.
- Do phải cơ động bằng đường bộ, và nếu phái đối phó trên nhiều hướng tiến công, các đơn vị phản kích của đối phương (nếu có) sẽ chỉ có thể đến chiến trường từ 3 đến 4 trung đoàn một lượt. Nếu đối phương cơ động đường không thì với lực lượng máy bay và bãi đáp, sân bay hiện có, mỗi ngày chỉ có thể đưa một trung đoàn vào trận.
- Đối phương có thể huy động chi viện đến mặt trận từ 1 đến 2 thiết đoàn, sử dụng từ 3 đến 5 tiểu đoàn pháo lớn cho hướng chủ yếu và chi viện không quân khoảng 80 lần chiếc/ngày. Hội nghị cũng dự kiến không quân Hoa Kỳ có thể tham chiến trở lại với cường suất 100 đến 120 lần chiếc/ngày.

Căn cứ tình hình bố trí binh lực hai bên, hội nghị đã vạch ra 5 vấn đề lớn về tác chiến gồm có:
- Hướng và khu vực tác chiến chủ yếu là thị xã Buôn Ma Thuột - Đức Lập. Mục tiêu quyết định là thị xã Buôn Ma Thuột.
- Hướng và mục tiêu quan trọng là khu vực Cẩm Ga (Thuần Mẫn) để cắt đứt đường 14, chia cắt các lực lượng đối phương ở Bắc Tây Nguyên và Nam Tây Nguyên, ngăn chặn cánh quân ở khu vực Kon Tum - Pleiku xuống ứng cứu cho Buôn Ma Thuột.
- Hướng phát triển chiến dịch đến Phú Bổn và Quảng Đức, chủ yếu là Phú Bổn, gồm cả thị xã Cheo Reo.
- Hướng bao vây chia cắt chiến dịch là cắt đứt đường 19 trên tuyến Pleiku - An Khê - đông Bình Khê, cắt đứt đường 21 ở phía Đông và Tây Chư Cúc, chặn cánh quân đồng bằng duyên hải từ Bình Định, Phú Yên, Khánh Hòa lên ứng cứu cho Tây Nguyên đồng thời ngăn chặn cánh quân ở Tây Nguyên rút về đồng bằng ven biển.
- Hướng nghi binh chiến dịch là Pleiku và Kon Tum, các đơn vị ở lại trên hướng này phải tạo thế chuẩn bị tấn công, kiềm chế, giam chân khối chủ lực của Quân đoàn II tại khu vực Pleiku - Kon Tum.

Bộ Tư lệnh chiến dịch Tây Nguyên đưa ra hai phương án tác chiến để lựa chọn:
Phương án thứ nhất: Tấn công khi đối phương chưa điều toàn bộ sư đoàn 23 và các đơn vị tăng cường khác về phòng thủ Buôn Ma Thuột. Đây là phương án lý tưởng nhất, đảm bảo tháng nhanh gọn và ít gây thiệt hại cho các mục tiêu dân sự trong thị xã. Điều này phụ thuộc vào hiệu quả thực hiện nghi binh chiến lược trên hướng Pleiku-Kon Tum bảo đảm giam chân 4 trung đoàn bộ binh, 3 thiết đoàn xe tăng-thiết giáp và 5 liên đoàn biệt động quân đang bố trí tại đây
Phương án thứ hai: Tấn công khi đối phương đã tăng cường phòng thủ thị xã Buôn Ma Thuột. Đây là phương án đánh chắc tiến chắc và cuộc chiến sẽ giằng co ác liệt gay go.
Bộ Tư lệnh chiến dịch yêu cầu các đơn vị dưới quyền tổ chức chuẩn bị tấn công theo phương án 2; trong khi thực hiện phải tạo thời cơ và nhanh chóng chuyển sang phương án 1 khi điều kiện thời cơ xuất hiện.
Quân Giải phóng đã phát hiện ra điểm yếu trong toàn bộ tuyến phòng thủ của Quân lực Việt Nam Cộng hòa do tập trung phần lớn lực lượng mạnh nhất của mình ở Quân khu I (phía Bắc đèo Hải Vân) và quân khu III (quanh Sài Gòn). Quân khu II, trong đó có địa bàn trọng điểm Tây Nguyên chính là địa đoạn yếu nhất trên toàn bộ tuyến phòng thủ do chỉ có một quân đoàn đóng giữ. Quân đoàn này lại phải bổ đôi lực lượng cho hai khu vực đồng bằng và cao nguyên, giao thông không thuận tiện, dễ bị chia cắt. Địa đoạn yếu này lại càng yếu hơn khi các lực lượng mạnh nhất tập trung ở cánh Bắc xung quanh Pleiku - Kon Tum và gần như để ngỏ cánh Nam với Buôn Ma Thuột là trọng điểm. Bộ tư lệnh chiến dịch Tây Nguyên cho rằng khi mất Tây Nguyên QLVNCH sẽ khó tổ chức phản công tái chiếm vì sẽ phải điều từ 5 tới 6 sư đoàn đến chiến trường trong khi không có đủ lực lượng để bảo vệ Quân khu III, Biệt khu thủ đô và Quân khu I sát miền Bắc nếu các Quân khu này cũng đồng thời bị tấn công.

### Phía Quân lực Việt Nam Cộng hòa
Ngày 18 tháng 2 năm 1975, Tổng thống Nguyễn Văn Thiệu triệu tập phiên họp các tướng lĩnh tại Dinh Độc Lập để soát xét việc thực thi Kế hoạch quân sự Lý Thường Kiệt 1975 đã được Hội đồng An ninh quốc gia phê chuẩn hồi tháng 12 năm 1974. Trong báo cáo "Ước lượng tình báo" do Đại tá Hoàng Ngọc Lung, Trưởng phòng 2 Bộ Tổng tham mưu có một số điểm đáng chú ý:
- Lực lượng tổng trù bị của Bắc Việt gồm 7 sư đoàn vẫn đóng tại vùng "cán xoong" phía Bắc Quân khu I nhưng các sư đoàn 312, 316 và 341 đang có hiện tượng chuẩn bị di chuyển.
- Nhiều dấu hiệu cho thấy đối phương có thể phát động tấn công Xuân-Hè 1975 trong một ngày gần đây. Mấu chốt của cuộc tấn kích này vẫn là phá bình định, giành đất, giành dân.
- Quân khu II sẽ là hướng trọng điểm, hai quân khu bạn (I và III) là hướng phối hợp.[23]

Ngay sau Hội nghị, Thiếu tướng Phạm Văn Phú, tư lệnh Quân đoàn II trở về Pleiku và tức khắc triệu tập chỉ huy trưởng các đơn vị và các tiểu khu quân sự dưới quyền bàn cách đối phó. Thế bố trí "nặng đầu nhẹ đuôi" như hiện có theo tướng Phú là phù hợp vì Đại tá Trịnh Tiếu, Trưởng phòng 2 Bộ tham mưu Quân đoàn cho biết thám báo mặt đất, thám sát điện đài và trinh sát đường không đã phát hiện Sư đoàn 968 của đối phương mới từ Lào về nhưng chưa biết sẽ di chuyển đến đâu. Tại khu vực Pleiku - Kon tum, đối phương đã có hai sư đoàn 10 và 320, chỉ có hai trung đoàn 271, 201 bố trí sát Quảng Đức. Chỉ có trung đoàn 205 bố trí ở Tây Bắc Buôn Hồ (Bắc Buôn Ma Thuột). Đại tá Tiếu phán đoán: Nếu đánh lớn, đối phương sẽ lấy Pleiku - Kon tum làm "điểm", những vùng còn lại chỉ là "diện". Nếu đánh vừa họ có thể sẽ chiếm nốt Quảng Đức để nối liền với Phước Long và mở thông hành lang Đông Trường Sơn, chuẩn bị cho năm sau tổng công kích. Khi đó, điểm quyết định phải là Đông Nam Bộ.. Không có sĩ quan cao cấp nào của Quân đoàn II có ý kiến đánh giá khác. Chỉ có đại tá Phạm Văn Nghìn, tiểu khu trưởng đồng thời là tỉnh trưởng Quảng Đức xin thêm 1.000 quân tăng phái. Với các phân tích trên, Phạm Văn Phú kết luận:
- Tập trung sưu tra sự di chuyển của sư đoàn 10 và sư đoàn 320 Bắc Việt. Hai sư đoàn này ở đâu thì ở đó sẽ có đánh lớn. Sư đoàn 968 chuyên bảo vệ hậu cứ, ít kinh nghiệm sơn chiến nên không đáng ngại, có thể dùng không quân ngăn chặn.
- Khu vực Pleiku - Kon Tum phải tăng cường bố phòng sục sạo từ xa để sớm phát hiện đối phương; nới rộng tuyến phòng thủ ra ngoài để giảm sức tiến công của đối phương khi đánh sâu vào các cụm phòng ngự trong thị xã.
- Chấp thuận đề nghị của đại tá Nghìn, tăng phái cho Quảng Đức trung đoàn 53.
- Ban Mê Thuột (Buôn Ma Thuột) có thể bị tấn kích nhưng chỉ là "diện", chưa cần tăng thêm lực lượng.
- Các tiểu khu, đơn vị có và thực thi ngay kế hoạch giải toả các đường giao thông khi bị đối phương cắt đứt.[25]

Sáng ngày 2 tháng 3, trưởng chi nhánh CIA tại Quân khu II Howard Arche từ Nha Trang bay lên Buôn Ma Thuột và thông báo cho đại tá Nguyễn Trọng Luật tin tức tình báo về việc Quân Giải phóng chuẩn bị tấn công Buôn Ma Thuột nhưng không thể tìm hiểu rõ hơn về lực lượng của họ. Tướng Phú rút lại quyết định điều trung đoàn 53 lên Quảng Đức và gửi nó đến Buôn Hồ, đồng thời lệnh rút trung đoàn 45 từ Thuần Mẫn (Cẩm Ga) về giữ Thanh An-Đồn Tằm. Ngoài những cuộc điều quân có tính chất địa phương kể trên, binh lực Cộng hòa tại Tây Nguyên không có những thay đổi lớn trong thế bố trí chiến lược và vẫn giữ nguyên phương án "phòng thủ diện địa" và đây chính là điểm yếu khiến Quân lực Việt Nam Cộng hòa mất đi sức mạnh vốn có của họ là tính cơ động do các phương tiện chuyển quân hiện đại (cơ giới và trực thăng) mang lại. Do những phán đoán sai lầm từ cơ quan tình báo CIA tại Sài Gòn về việc "cộng sản có ý định bao vây và cắt đứt các đường giao thông" nên tại Buôn Ma Thuột, QLVNCH không có một phương án khả thi nào để phòng thủ Buôn Ma Thuột trong trường hợp thị xã trở thành chiến trường trọng điểm.

## Diễn biến chiến dịch

### Nghi binh, tạo thế và cài thế

#### Nghi binh

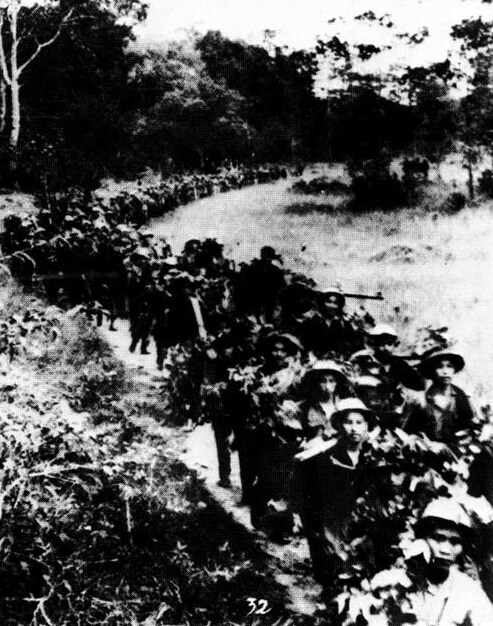
Quân Giải phóng miền Nam Việt Nam hành quân vào phía Nam Tây Nguyên

Giữa tháng 2, trong dịp Tết Nguyên đán Ất Mão, một binh sĩ Quân Giải phóng đào ngũ đã khai với Phòng 2 (Bộ tham mưu Quân đoàn II) về việc Quân Giải phóng điều động sư đoàn 10 đánh Đức Lập (căn cứ Núi Lửa), sư đoàn 320 đã đến Ea H'leo chuẩn bị đánh Thuần Mẫn (Cẩm Ga), một lực lượng khác sẽ tấn công Buôn Ma Thuột. Nhưng đúng vào ngày diễn ra cuộc họp các sĩ quân chỉ huy thuộc Quân khu II, một cuộc pháo kích lớn của Quân Giải phóng miền Nam Việt Nam chụp xuống Pleiku nên tướng Phú lại cho rằng đây là kế trá hàng lừa địch của đối phương. Mặc dù có lúc ông ta đã định điều Sư đoàn 23 về Buôn Ma Thuột nhưng các chi nhánh CIA tại Quân khu II và phòng 2 Bộ Tổng Tham mưu QLVNCH đều khẳng định sư đoàn 10 (QGP) và sư đoàn 320 (QGP) của đối phương vẫn ở nguyên chỗ cũ. Trên bản đồ tình báo của Phủ đặc ủy tình báo VNCH, của Bộ Tổng tham mưu QLVNCH, của Đại sứ quán Hoa Kỳ tại Sài Gòn và Sở chỉ huy Quân đoàn II đều cho thấy một cụm quân rất lớn gồm 2 đến 3 sư đoàn có trang bị mạnh của Quân Giải phóng đang chiếm lĩnh vị trí quanh Kon Tum và cả Pleiku cách đó hơn 20 km..
Thực ra, các hoạt động nghi binh của Quân Giải phóng đã bắt đầu từ tháng 12 năm 1974, khi trận Phước Long chuẩn bị mở màn. Trung đoàn 7 công binh 559 mở thông đường 220 nối đường 14 ở Bắc Võ Định với đường 19 gần đèo Mang Yang sau khi vòng qua Đông Bắc thị xã Kon Tum. Hai trận địa pháo binh 130 mm giả được triển khai phía Bắc Kon Tum (thực ra chỉ có súng cối 120 mm). Một số xe tăng (cũ), xe xích kéo pháo, xe vận tải được tổ chức cơ động liên tục suốt ngày đêm quanh phòng tuyến. Hai bến phà (gỗ) được triển khai tại cầu Diên Bình và sông Đakbla. Sư đoàn 10 để lại một lực lượng nhỏ liên tục dùng súng cối bắn phá thị xã Kon Tum và đào nhiều hầm hào trong tuyến phòng ngự. Sư đoàn 320 cũng để lại một bộ phận lực lượng hoạt động ở đường 19 phía Tây Pleiku, cùng súng cối bắn phá các căn cứ La Sơn, Thanh An, Đồn Tằm. Trung đoàn 95 hoạt động mạnh ở đường 19 Đông, chặn đánh các đoàn xe quân sự và tập kích một số chốt của QLVNCH. Trung đoàn đặc công 198 để lại 2 trung đội tập kích kho xăng Pleiku. Khi lực lượng chủ lực của các sư đoàn 10, 320 và các trung đoàn 40, 234, 273, 675 di chuyển về quanh Buôn Ma Thuột, hệ thống điện đài của các đơn vị này vẫn giữ nguyên vị trí và liên tục phát đi các bức điện giả, báo cáo giả, mệnh lệnh giả với tần suất ngày càng cao.
Trong khi các đơn vị này di chuyển vào Đắc Lắc thì Sư đoàn 968 (thiếu) từ Lào về lần lượt thay thế các đơn vị này và vẫn sử dụng hệ thống liên lạc vô tuyến điện đã có tại địa bàn. Sở chỉ huy mặt trận Tây Nguyên cũng để lại và duy trì hoạt động của các bộ máy điện đài 15W (loại dùng cho sở chỉ huy sư đoàn trở lên) tại K'Leng, bắc Võ Định, điểm cao 518 bên đường 19 đông. Lực lượng an ninh giải phóng Pleiku và Kon Tum còn cho người vào tìm người thân" trong khu vực do QLVNCH kiểm soát, phao tin Quân giải phóng sắp đánh lớn vào Kon Tum và Pleiku. Dân chúng trong các vùng do Mặt trận kiểm soát ở các khu vực Đông, Bắc và Tây Pleiku - Kon Tum làm nhiều cờ, hoa, biểu ngữ với nội dung chào mừng Pleiku và Kon Tum được giải phóng.
Khi Trung đoàn 45 (sư đoàn 23) Quân lực Việt Nam Cộng hòa tổ chức các cuộc hành quân lùng sục xung quanh khu vực Buôn Ma Thuột, Thuần Mẫn và Đức Lập; Bộ tư lệnh mặt trận Tây Nguyên đã lệnh cho các đơn vị của Sư đoàn 320A tạm lùi về phía Tây, tránh giao chiến, không bộc lộ lực lượng. Hà Nội đã tung ra đơn vị dự trữ chiến thuật mạnh: Sư đoàn 316, bố trí phía sau Sư đoàn 320A được lệnh không tiến hành bất kỳ hoạt động quân sự nào.
Các hành động nghi binh trên đây của Quân Giải phóng miền Nam Việt Nam đã dẫn đến những thông tin trái ngược trong các báo cáo tình báo của CIA, Phủ đặc ủy tình báo, Bộ Tổng tham mưu QLVNCH và Bộ tham mưu và cơ quan tình báo Quân đoàn II QLVNCH. Và nó dẫn đến kết quả là ngày 18 tháng 2 năm 1975, Tư lệnh quân đoàn II, Thiếu tướng Phạm Văn Phú đã có một quyết định sai lầm: giữ sư đoàn 23 (thiếu) ở lại khu vực Pleiku - Kontum mặc dù chỉ trước đó một ngày, ông ta đã phê chuẩn kế hoạch chuyển sư đoàn này về Buôn Ma Thuột. Cho đến cuối tháng 2, CIA tại Sài Gòn vẫn chưa biết gì về việc tập trung quân của Quân Giải phóng tại đây và vẫn phán đoán rằng mục tiêu tấn công chủ yếu vẫn là Pleiku và Kon Tum . Mãi đến 4 giờ sáng ngày 10/3, khi xe tăng Quân Giải phóng đã tiến vào Buôn Ma Thuột, tướng Phú mới được cấp dưới đánh thức và biết Buôn Ma Thuột là mục tiêu chính, nhưng đã quá muộn.

#### Tạo thế và cài thế

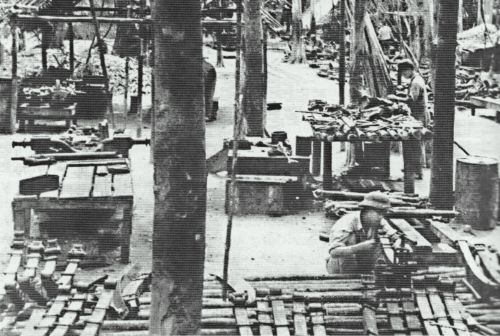
Một trong các căn cứ hậu cần của Quân Giải phóng miền Nam Việt Nam

Chiến dịch Tây Nguyên chính thức bắt đầu đêm 3 rạng ngày 4 tháng 3 với trận đánh của Trung đoàn 95A diệt căn cứ Ayun do 1 tiểu đoàn bảo an chiếm hữu và một số điểm chốt giao thông nhỏ của QLVNCH trên 20 km đường 19 từ ngã ba Pleibon đến ấp Phú Yên (Tây An Khê) ở. Cùng thời gian này, trung đoàn 9, sư đoàn 320A cắt đường 14 ở Ea H'Leo (Bắc Cẩm Ga). Ngày 4 tháng 3, Sư đoàn 3 Sao Vàng (thiếu) của Quân khu 5 tấn công và tràn ngập 11 chốt do 2 đại đội bảo an đóng giữ (có 300 quân VNCH bị tiêu diệt , chiếm đoạn đường 19 từ đèo Thượng An đến cầu số 13 ở Đông An Khê. Đêm 4 rạng ngày 5 tháng 3 Trung đoàn 25 (QGP) tổ chức trận phục kích một đoàn xe vận tải của QLVNCH tại Chư Cúc, cắt đứt đường số 21 ở tây Khánh Dương, đông Buôn Ma Thuột. Tướng Phú một mặt xin viện binh để khôi phục tình hình trên đường 19 phía Đông Pleiku, mặt khác rút trung đoàn 45 từ Thuần Mẫn (căn cứ Cẩm Ga) lui về giữ đường 14 tại Thanh An, phía Nam Pleiku. Bộ Tổng tham mưu QLVNCH chấp nhận tăng viện liên đoàn 4 biệt động quân lên Pleiku bằng đường không. 
Tướng Phú lập tức điều động tăng phái đơn vị này cho Thiết đoàn 2 do đại tá Nguyễn Văn Đồng chỉ huy đang trấn giữa phía Đông Pleiku tổ chức tấn công nhổ các chốt của Trung đoàn 95A (QGP) trên đường 19 nhưng không thành công. Trung đoàn 53 do đại tá Vũ Thế Quang (phó tư lệnh sư đoàn 23 chỉ huy) đang tăng phái cho Quảng Đức cũng được tướng Phú điều về Buôn Ma Thuột phòng thủ thị xã. Đến ngày 8 tháng 3, Tây Nguyên đã bị cô lập với đồng bằng ven biển miền Trung và Nam Trung bộ về đường bộ, trừ đường số 7 rất xấu đã lâu không sử dụng. Thế trận ở Tây Nguyên đã được thiết lập.
Ngày 5 tháng 3, đại tá Quang đích thân chỉ huy 1 tiểu đoàn của trung đoàn 53 cùng 14 xe hành quân vè Buôn Ma Thuột thì bị trung đoàn 9, sư đoàn 320 phục kích tại Thuần Mẫn. 8 xe bị bắn cháy, 2 pháo 105 mm bị đối phương chiếm được. 7 xe còn lại phải quay về Pleiku. Đại tá Quang phải trở về Buôn Ma Thuột bằng trực thăng. Ngày 7 và ngày 8 tháng 3, trung đoàn 48 (sư đoàn 320A QGP) với sự chi viện của 5 khẩu đội pháo binh (2 pháo 105 mm, 3 pháo 85 mm) tấn công đánh chiếm Chư Sê và Thuần Mẫn (căn cứ Cẩm Ga) loại khỏi vòng chiến đấu 1 tiểu đoàn bảo an QLVNCH (có 121 người bị bắt làm tù binh ), cô lập Buôn Ma Thuột với Bắc Tây Nguyên. Tướng Phú điều liên đoàn 21 biệt động quân từ Kon Tum đến Buôn Hồ bằng trực thăng vận và lệnh cho đơn vị này phối hợp với trung đoàn 53 mở cuộc hành quân lấy lại căn cứ Cẩm Ga trong ngày 9 tháng 3. Trong khi liên đoàn 21 và trung đoàn 53 không lấy lại được Cẩm Ga thì đêm ngày 8 rạng ngày 9 tháng 3, sư đoàn 10 QGP (thiếu) tấn công cụm cứ điểm Đức Lập (gồm căn cứ Núi Lửa và căn cứ liên đoàn 23 biệt động quân do 1 đại đội trinh sát, 1 chi đội xe tăng, 14 khẩu pháo, 1 tiểu đoàn và 2 đại đội bảo an, 18 trung đội dân vệ, 1 trung đội cảng sát có quân số tổng cộng là 2400 chiếm giữ), chiếm giữ hoàn toàn các cứ điểm này vào ngày 10 tháng 3.
11 giờ trưa ngày 9 tháng 3, thiếu tướng Phạm Văn Phú từ Nha Trang bay lên sân bay Buôn Ma Thuột và triệu tập cuộc họp với chuẩn tướng Lê Trung Tường, đại tá Vũ Thế Quang và đại tá Nguyễn Trọng Luật để đánh giá tình hình. Theo tướng Phú: tình hình Đức Lập quá xấu, không còn khả năng cứu vãn nên không tăng thêm viện binh, rút liên đoàn 21 biệt động quân từ Buôn Hồ về bảo vệ phía Bắc thị xã; tiểu đoàn 2, trung đoàn 53 phải cố giữ ngã ba Đắc Sắc, chờ thời cơ phản kích lấy lại Đức Lập; tăng viện một chi đoàn thiết giáp cho thị xã và rút 2 tiểu đoàn bảo an ở Bản Đôn về phòng thủ ngoại vi thị xã. Đại tá Vũ Thế Quang được bổ nhiệm làm tư lệnh các lực lượng phòng thủ Buôn Ma Thuột. Cho đến lúc đó, tướng Phú vẫn một mực cho rằng: Cộng sản đánh Quảng Đức, uy hiếp Buôn Ma Thuột là để nghi binh và vài ngày tới, họ sẽ tập trung tấn kích mạnh vào Pleiku - Kon Tum. 6 giờ chiều ngày 9 tháng 3, tướng Phú về đến Pleiku và ra lệnh cấm trại 100%.  Ngay cả đến khi Buôn Ma Thuột bị tấn công, tướng Phú và cả Bộ Tư lệnh Quân đoàn II cũng chưa biết rằng cuộc tấn công này được thực hiện chủ yếu bởi sư đoàn 316 đã bí mật hành quân xuống Nam Tây Nguyên theo sau sư đoàn 320A, dùng sư đoàn 320A làm bình phong che giấu sự có mặt của mình. Lợi dụng việc các đơn vị chủ lực của QLVNCH tại Buôn Ma Thuột tập trung giải tỏa đường 14 trên hướng Thuần Mẫn - Buôn Hồ, các trung đoàn công binh 7 và 575 (QGP) đã mở thông các con đường 50B, 50C, 50D, 51, 57B, 57C bảo đảm cho xe pháo các loại có thể kéo thẳng vào Buôn Ma Thuột. Riêng đường 20C ở Tây Nam Buôn Ma Thuột nằm trên hướng đột kích của trung đoàn xe tăng 273 được mở một cách độc đáo. Các cây lớn chỉ được cưa 3/4 gần gốc. Khi xe tăng xuất kích, có thể húc đổ cây tự mở đường trong hành tiến. Vì vậy, trinh sát đường không của QLVNCH không phát hiện được sự có mặt của trung đoàn xe tăng 273 tại đây. Việc chỉ huy tác chiến được thực hiện hoàn toàn bằng thông tin hữu tuyến đã vô hiệu hóa các hoạt động trinh sát điện đài của QLVNCH.. Các đơn vị chủ lực của QLVNCH tại Quân khu II đã bị căng kéo ra nhiều hướng và chôn chân tại các cứ điểm phòng thủ, giảm thiểu khả năng cơ động ứng cứu cho nhau. Thế trận xung quanh Buôn Ma Thuột đã được cài đặt.

### Trận Buôn Ma Thuột

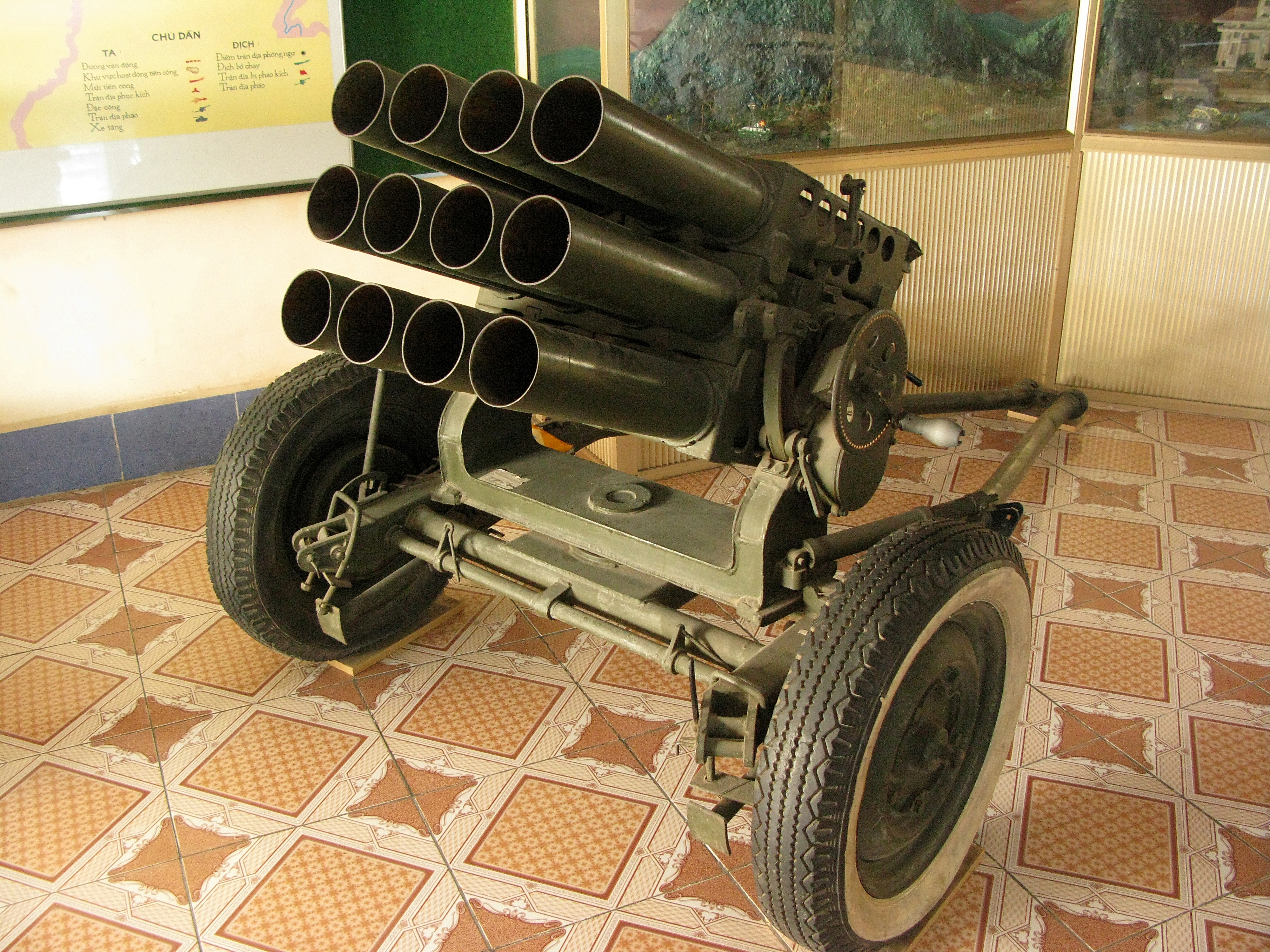
Hỏa tiễn H-12 có tầm bắn 8 km, được Mặt trận Tây Nguyên sử dụng để đánh chiếm thị xã Buôn Ma Thuột sáng ngày 10 tháng 3 năm 1975. Hiện vật trưng bày tại Bảo tàng Chiến dịch Hồ Chí Minh.

#### Cuộc chiến trong thị xã
Buôn Ma Thuột nằm ở giữa ngã ba của hai con đường chiến lược 14 và 21, là chốt giữ giao thông của Nam Tây Nguyên. Từ Buôn Ma Thuột dễ dàng đi lên các tỉnh phía Bắc và đi xuống Đông Nam Bộ-Sài Gòn bằng cả đường không và đường bộ. Chính về tầm quan trọng đó nên Buôn Ma Thuột có các căn cứ, sân bay, kho đạn hậu phương của các đơn vị chủ lực của Quân khu 2; Quân đoàn 2 VNCH, được bảo vệ bởi các đơn vị khá tinh nhuệ gồm 1 Trung đoàn bộ binh, Trung đoàn 232 pháo binh và 2 Tiểu đoàn pháo binh, Trung đoàn 8 thiết giáp, cùng với lực lượng bảo an, cảnh sát, mật vụ… với tổng quân số hơn 8.000 lính. Tuy nhiên, do QLVNCH chỉ lo bố trí lực lượng để đối phó ở phía Bắc, còn lực lượng bảo vệ Buôn Ma Thuột tuy đông nhưng khả năng chiến đấu khá thấp do lơi lỏng phòng bị.
2 giờ sáng 10 tháng 3 năm 1975, cuộc tiến công của Quân Giải phóng vào Buôn Ma Thuột bắt đầu với các trận đột kích sâu của trung đoàn 198 đặc công vào các mục tiêu: Sân bay Hòa Bình, khu kho Mai Hắc Đế, khu hậu cứ của trung đoàn 53 (QLVNCH) với sự yểm hộ của hỏa tiễn tầm ngắn ĐKB và H-12. Theo lời kể của thiếu tá Phạm Huấn, trợ lý báo chí của tướng Phạm Văn Phú, trận pháo kích gây kinh hoàng cho cả hai vị chỉ huy QLVNCH tại Buôn Ma Thuột là đại tá Nguyễn Trọng Luật, tỉnh trưởng Darlac và đại tá Vũ Thế Quang, Sư đoàn phó Sư đoàn 23. Tại thời điểm đó, đại tá Quang vẫn nhận định rằng: "Cộng quân chỉ dùng đặc công và pháo binh quấy rối rồi đến sáng, họ sẽ rút ra"
Đến 3 giờ 30 phút, tiểu đoàn 4 (trung đoàn 198) đã khai thông đường Phan Chu Trinh và chiếm được phần phía Nam sân bay Hòa Bình chốt giữ tại đó, chờ bộ binh và xe tăng chi viện. Tiểu đoàn 5 (trung đoàn 198) đánh vào khu kho Mai Hắc Đế và đoạn đường 429, tiếp tục pháo kích bằng hỏa lực ĐKB, H-12 (trong đó ĐKB là hỏa lực chủ công kiểm soát toàn bộ các mục tiêu trong thị xã. theo yêu cầu của bộ binh)vào Sở chỉ huy sư đoàn 23, Sở chỉ huy tiểu khu, trung tâm thông tin, doanh trại thiết giáp và khống chế trận địa pháo. Lúc 5 giờ sáng, cửa ngõ tiến quân bằng cơ giới của Quân Giải phóng từ hướng đông bắc, tây bắc, tây và tây nam vào Buôn Ma Thuột đã được khai thông. Sau khi pháo binh sư đoàn và pháo binh chiến dịch tiếp tục pháo kích vào thị xã, các đại đội xe tăng có bộ binh đi kèm bật đèn pha mở hết công suất, húc đổ các cây rừng đã cưa sẵn, vượt qua các tuyến phòng thủ vòng ngoài đánh thẳng vào trung tâm thị xã..
Hướng Tây Nam, trung đoàn 174 có 1 đại đội xe tăng yểm hộ vượt qua các chốt Chi Lăng, Chư Di và khu kho Mai Hắc Đế. Hướng Tây Bắc, trung đoàn 148 có 1 đại đội xe tăng mở đường đánh vào Sở chỉ huy tiểu khu Đắc Lắc và dùng 1 tiểu đoàn tấn công ấp Châu Sơn. Hướng Tây, có tiểu đoàn 4 (trung đoàn 24 sư đoàn 10) và 2 đại đội xe tăng đánh vào Sở chỉ huy sư đoàn 23 và mặc dù xe tăng bị sa lầy và bị máy bay QLVNCH bắn phá song họ vẫn tấn công vào khu quân y, khu truyền tin . Hướng Đông Bắc có trung đoàn 95B đánh vào khu vực ngã sáu, hướng Đông Nam, trung đoàn 149 (không có xe tăng đi kèm) dùng một tiểu đoàn tấn công cứ điểm Chư Blom và điểm cao 582, 1 tiểu đoàn còn lại đánh thốc qua cứ điểm Ba Lê và điểm cao 491 tiến thẳng vào trung tâm thị xã. Phía Đông thị xã, trung đoàn 3 (sư đoàn 10) có 1 đại đội xe tăng yểm hộ phối hợp với 1 tiểu đoàn của trung đoàn 149 (sư 316) tấn công đánh chiếm sân bay Hòa Bình từ hai hướng Đông Bắc và Tây Nam khép lại. Trung đoàn 2 (sư đoàn 10) đánh chiếm cứ điểm Phước An.
Từ hầm chỉ huy của sư đoàn 23, đại tá Nguyễn Trọng Luật điều 2 chi đội thiết giáp M-113 ra giữ Ngã Sáu nhưng đã bị các xe tăng của đại đội 5, tiểu đoàn 3, trung đoàn xe tăng 273 đẩy lùi. Tiểu đoàn biệt động quân đóng giữ Sở chỉ huy tiểu khu Đắc Lắc chống trả quyết liệt. Phải đến 17 giờ 30, sau đợt tấn công thứ sáu, trung đoàn 95B mới chiếm được sở chỉ huy tiểu khu. Ở hướng Đông Bắc thị xã, tiểu đoàn 9 liên đoàn 21 biệt động quân chỉ giữ được đến trưa thì bị đẩy lùi ra ngoại vi phía Đông thị xã, chịu mất các khu pháo binh, thiết giáp và hậu cứ của trung đoàn 45. Ở hướng Tây, Sư đoàn 6 không quân QLVNCH điều động 8 chiếc A-37 ném bom vào đội hình của trung đoàn 24 (sư đoàn 10 QGP) gây một số thương vong nhưng không làm chậm lại tốc độ tiến quân của đơn vị này. Ở hướng Tây Nam, đại tá Vũ Thế Quang liên tục tung các lực lượng dự bị có trong tay phản kích nhằm chiếm lại khu kho Mai Hắc Đế, đồng thời gọi không quân đánh phá ngăn chặn. Trung đoàn 174 (sư đoàn 316) phải để lại một tiểu đoàn bao vây khu vực này, điều 2 tiểu đoàn còn lại đánh vòng qua khu kho để tiếp cận Sở chỉ huy sư đoàn 23. Ở hướng Đông Nam, các tiểu đoàn 7 và 8 (trung đoàn 149) mặc dù bị nhiều tốp máy bay A-37 của không quân VNCH oanh tạc vào đội hình, gây nhiều thương vong nhưng họ vẫn đẩy lùi các lực lượng của trung đoàn 53, đánh chiếm khu cư xá sĩ quan, khu tiếp vận, Sở Thú y, Sở Ngân khố, nhà lao, đến 15 giờ thì gặp các đơn vị của trung đoàn 95B.
Đến 14 giờ 30, đại tá Trịnh Tiếu, trưởng phòng quân báo Quân đoàn II mới trình tướng Phú bản báo cáo trong đó kết luận: đã phát hiện sư đoàn 316 (QGP) từ Lào về đang di chuyển xuống phía Nam. Tướng Phú lập tức ra lệnh phá các cầu trên đường 14 để ngăn chặn đơn vị này nhưng đã quá muộn. Đến lúc đó thì toàn bộ sư đoàn 316 đã giao chiến với quân VNCH trong nội đô thị xã được hơn 10 tiếng đồng hồ. Lúc 17 giờ, tiểu đoàn 9 (trung đoàn 149) phối hợp với các đơn vị của trung đoàn 198 đặc công vây đánh nhưng không chiếm được sở chỉ huy sân bay Hòa Bình do một tiểu đoàn biệt động quân QLVNCH phòng giữ. Trong thị xã, tiểu đoàn 7 (trung đoàn 149) đánh chiếm khu tham mưu - truyền tin và nhầm lẫn rằng đó là Sở chỉ huy sư đoàn 23.

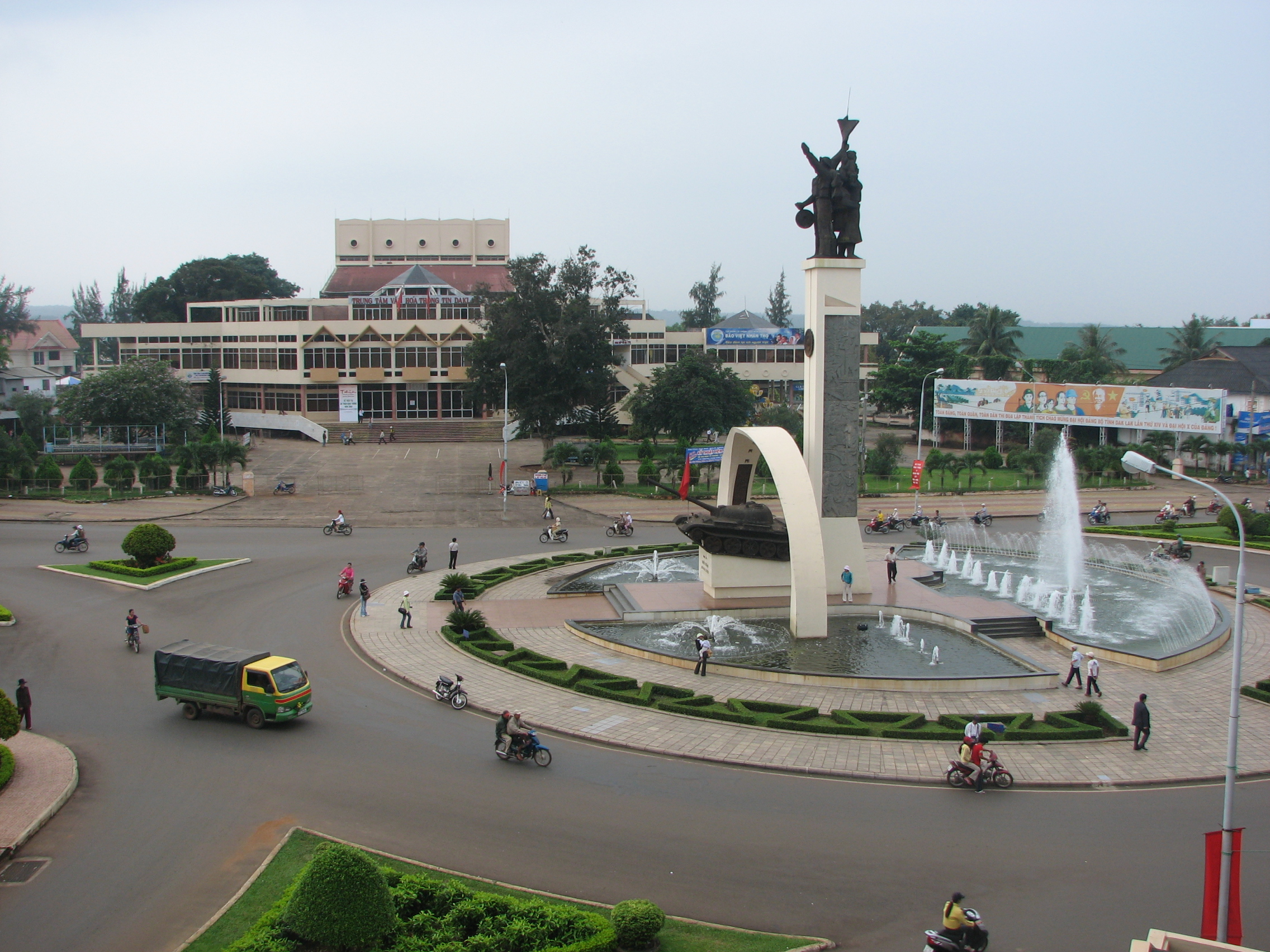
Tượng đài kỷ niệm chiến thắng ngày 11-3-1975 tại Quảng trường Ngã Sáu, thành phố Buôn Ma Thuột. Tác giả: Gorick Francois

Đêm 10 tháng 3, chiến sự tạm lắng. Các đơn vị QLVNCH còn lại trong thị xã co cụm trong các cứ điểm còn giữ được như Sở chỉ huy sư đoàn 23, khu nhà ga sân bay Hòa Bình, đài phát thanh. Đại tá Vũ Thế Quang điện cho chuẩn tướng Lê Trung Tường xin tiếp ứng nhưng chỉ nhận được câu trả lời: "Bộ chỉ huy đang bận đối phó trên hướng Pleiku - Kon Tum. Đại tá ráng giữ vững. Cộng quân có đánh lớn thì cũng chỉ được vài ngày rồi rút như hồi Mậu Thân". Sáng 11 tháng 3, các đơn vị Quân Giải phóng tiếp tục tấn công trong làn mưa bom từ các máy bay A-37 của không quân VNCH trút xuống thị xã. Lúc 7 giờ 55, một tốp A-37 trong khi ném bom ngăn chặn 10 xe tăng của Quân Giải phóng đã đánh hai quả bom trúng hầm chỉ huy và truyền tin Sở chỉ huy sư đoàn 23. Bộ tư lệnh quân đoàn II QLVNCH mất liên lạc hoàn toàn với Bộ tư lệnh sư đoàn 23 kể từ giờ phút đó.
Mất sở chỉ huy, đồng thời bị vây đánh từ nhiều phía, các đơn vị còn sống sót của QLVNCH cố gắng chống cự chờ viện binh nhưng đến 11 giờ ngày 11 tháng 3, các đơn vị của sư đoàn 316 đã hoàn toàn làm chủ thị xã Buôn Ma Thuột. Chỉ còn liên đoàn 21 biệt động quân (thiếu) và một số đơn vị còn lại của trung đoàn 53 đang cố giữ chốt phòng ngự cuối cùng tại sân bay Hòa Bình (phi trường Phụng Dực) với hy vọng không quân sẽ đến đổ quân chi viện.

#### Phản kích và chống phản kích
Đến ngày 12 tháng 3, khu vực hậu cứ trung đoàn 53 (sư đoàn 23) và sân bay Hòa Bình (Phụng Dực) trở thành nơi đồn trú của hầu hết các lực lượng QLVNCH còn lại sau hai ngày tác chiến đổ về đây. Tuy nhiên, trong số đó không có đại tá Vũ Thế Quang và đại tá Nguyễn Trọng Luật. Hai ông này đã bị bắt làm tù binh lúc 2 giờ sáng ngày 12 tháng 3 năm 1975. Trung tá Võ Ấn, trung đoàn tưởng trung đoàn 53 chỉ huy cánh quân này . Từ Sài Gòn, Tổng thống Nguyễn Văn Thiệu lệnh cho tướng Phạm Văn Phú phải giữ bằng được các vị trí còn lại ở phía Đông thị xã làm bàn đạp và phải có ngay kế hoạch phản kích giải tỏa cho Buôn Ma Thuột. Rạng sáng ngày 12 tháng 3, kế hoạch tái chiếm Buôn Ma Thuột được Nguyễn Văn Thiệu chấp thuận gồm các hoạt động quân sự lớn sau đây:
- Sử dụng liên đoàn 21 biệt động quân (thiếu) phối hợp với số quân còn lại của trung đoàn 53 tại trại B50 (hậu cứ sư đoàn 23) hình thành một cánh quân tại chỗ để phản kích.
- Điều động toàn bộ hai trung đoàn còn lại của sư đoàn 23 (44 và 45) dùng trực thăng vận đổ bộ xuống khu vực Nông Trại - Phước An (phía Đông Buôn Ma Thuột), hình thành cánh quân phản kích chủ yếu đánh thẳng vào thị xã.
- Huy động tối đa các sư đoàn không quân 6 (thuộc Quân đoàn II), 1 (tại Đà Nẵng), 4 (tại Cần Thơ) yểm trợ tối đa cho cuộc hành quân.
- Điều động liên đoàn 7 biệt động từ Sài Gòn lên Pleiku thay thế hai trung đoàn 44 và 45 được rút đi để ném xuống Buôn Ma Thuột.[59].

Chiều ngày 12 tháng 3, sau trận oanh kích dọn bãi của 81 máy bay cường kích A-1, A-37, F-5; hai tiểu đoàn của trung đoàn 45 và một đại đội thám báo của sư đoàn 23 do trung tá Phùng Văn Quang (trung đoàn trưởng trung đoàn 45 chỉ huy) là những đơn vị đầu tiên đổ quân xuống Phước An. Hơn 100 máy bay trực thăng đủ loại, kể cả loại hạng nặng CH-47 Chinook được huy động cho cuộc chuyển quân. Lúc 13 giờ 10 phút chiều 12 tháng 3, đích thân thiếu tướng Phạm Văn Phú bay trên phi cơ hạng nhẹ U-17 lên vùng trời Buôn Ma Thuột chỉ huy cuộc phản kích. Từ trên máy bay, tướng Phú điện cho trung tá Võ Ấn đang chỉ huy các lực lượng giữ sân bay Hòa Bình biết cuộc đổ quân xuống Phước An - Nông Trại đã bắt đầu và động viên các đơn vị này cố gắng giữ vững. Sang ngày 13 tháng 3, 145 chiếc trực thăng đã đổ trung đoàn 44, pháo đội 232 và tiểu đoàn còn lại của trung đoàn 45 xuống khu vực điểm cao 581, Nông Trại, Phước An, Chư Cúc dọc đường 21. Chiều tối 12 tháng 3, sau khi đợt 1 của cuộc đổ quân hoàn tất, tướng Phú quay lại Pleiku gặp tổng thống Nguyễn Văn Thiệu trên máy liên lạc cao tần để báo cáo cho tổng thống Thiệu tin tức mới nhất về sự xuất hiện của sư đoàn 316 QGP trên chiến trường Buôn Ma Thuột.
Trong khi đang thực hiện việc chuyển quân của sư đoàn 23 từ Pleiku về Buôn Ma Thuột, sân bay Cù Hanh tiếp tục bị các đơn vị của sư đoàn 968 Quân Giải phóng pháo kích. Bộ Tư lệnh Quân Giải phóng tại mặt trận Tây Nguyên đã dự liệu được phản ứng của QLVNCH và hành động theo phương châm: tranh thủ được một tiếng đồng hồ, lực lượng có thể tăng gấp đôi; tranh thủ được 24 tiếng đồng hồ, lực lượng có thể tăng gấp mười. Ngày 11 tháng 3 trong khi các trận đánh trong thị xã còn tiếp diễn, tiểu đoàn 6, trung đoàn 24 (sư đoàn 10) đã tấn công cứ điểm Chư Nga và căn cứ 45 phía Đông thị xã. Việc để mất căn cứ 45 và cứ điểm Chư Nga đã buộc các trung đoàn 44 và 45 QLVNCH phải thay đổi địa điểm đổ quân đến Nông Trại - Phước An. Từ chiều 13 tháng 3, các trung đoàn 24 và 28 (sư đoàn 10) được tăng cường hai đại đội xe tăng và một tiểu đoàn pháo binh đã hành quân suốt đêm và áp sát quận lỵ Phước An vào rạng sáng. 7 giờ 7 phút sáng 14 tháng 3, trong khi các đơn vị của hai trung đoàn 44 và 45 QLVNCH còn chưa triển khai đội hình, trung đoàn 24 (sư đoàn 10 QGP) có hai tiểu đoàn của trung đoàn xe tăng 273 yểm hộ đã từ hai phía nổ súng tấn công trung đoàn 45 tại điểm cao 581..
Đến 12 giờ trưa ngày 14 tháng 3, các tiểu đoàn 1 và 2 của trung đoàn 45 cùng tiểu đoàn bảo an tại điểm cao 581 hầu như bị đánh tan. Tiểu đoàn còn lại vừa đánh vừa lùi về khu vực Nông Trại. Bây giờ thì nhiệm vụ trước mắt của trung đoàn 44 (sư đoàn 23 QLVNCH) chưa phải là giải toả Buôn Ma Thuột mà là ứng viện cho trung đoàn 45 đang bị vây ép. Ngày 15 tháng 3, cánh quân còn lại của sư đoàn 23, trong đó có Sở chỉ huy nhẹ của sư đoàn đổ quân xuống Phước An. Ngày 16 tháng 3, cả hai cụm quân của sư đoàn 23 tại Phước An và Nông Trại cùng lúc bị tấn công. Đến 8 giờ 15 phút, tiểu đoàn 3, đơn vị cuối cùng của trung đoàn 45 (sư đoàn 23 QLVNCH) bị đánh tan, trung tá Phùng Văn Quang và toàn bộ ban chỉ huy trung đoàn bị bắt làm tù binh cùng với chiếc trực thăng đã nổ máy định bốc họ lên không.
Ngày 17 tháng 3, Bộ Tư lệnh mặt trận Tây Nguyên điều tiếp trung đoàn 28 (sư đoàn 10) và tiểu đoàn xe tăng còn lại của trung đoàn 273 tăng cường cho trung đoàn 24 tấn công Phước An. Cùng ngày, trung đoàn 66 (sư đoàn 10) và trung đoàn đặc công 198 mở đợt tổng công kích vào cụm quân còn lại của trung đoàn 53 và liên đoàn 21 biệt động quân tại sân bay Hòa Bình (Phụng Dực). 11 giờ 30 sáng 17 tháng 3, sân bay Hòa Bình bị chiếm. Trung đoàn 53 bị xóa sổ. Một nhóm nhỏ gần 20 binh sĩ của cụm quân này thoát vây chạy về được Phước An. Trong ngày 17 tháng 3, trung đoàn 44 bị tấn công liên tục tan rã tại Phước An. Đại tá Đức (tư lệnh mới của sư đoàn 23) đưa sở chỉ huy nhẹ sư đoàn và hơn 700 quân còn lại về Chư Cúc. Ngay lập tức, họ bị trung đoàn 28 (sư đoàn 10) và 1 tiểu đoàn của trung đoàn xe tăng 273 QGP truy kích, phải bỏ Chư Cúc chạy về Pleiku.. Trận phản kích của QLVNCH với ý định tái chiếm Buôn Ma Thuột thất bại.

### Cuộc rút quân trên đường số 7

#### Quyết định sai lầm chiến lược của Nguyễn Văn Thiệu
Khi trận Buôn Ma Thuột và chiến sự ở Tây Nguyên đang diễn ra thì QLVNCH tại Quân khu I cũng đang phải đối phó với các hoạt động của các sư đoàn 324, 325 QGP tại Trị Thiên Huế. Nhiều đơn vị cấp tiểu đoàn của Quân Giải phóng đã xâm nhập xuống đồng bằng. Từ ngày 8 đến ngày 13 tháng 3, một số trận đánh đã nổ ra ở Truồi (phía Nam Huế), chi khu quân sự Mai Lĩnh, căn cứ Mỏ Tàu (Thừa Thiên), các chi khu quân sự Tiên Phước, Hậu Đức (Quảng Tín). Tại phía Nam Quân khu I, một loạt căn cứ ven sông Vệ ở Quảng Ngãi bị tiến công.. Những áp lực của đối phương tăng mạnh ở Quân khu I đã khiến cho Bộ Tổng tham mưu QLVNCH không dám rút các sư đoàn thuộc lực lượng tổng trù bị chiến lược của mình (sư dù và sư thủy quân lục chiến) để ứng cứu cho Tây Nguyên  Ngày 11 tháng 3, tổng thống Nguyễn Văn Thiệu đã họp với các thủ tướng Trần Thiện Khiêm, đại tướng tổng tham mưu trưởng Cao Văn Viên và trung tướng Đặng Văn Quang để bàn về việc tái phối trí lại lực lượng. Tại cuộc họp này, Nguyễn Văn Thiệu thông báo quyết định của ông: "Với khả năng và lực lượng ta đang có, chắc chắn chúng ta không thể bảo vệ được tất cả lãnh thổ muốn bảo vệ. Như vậy chúng ta nên tái phối trí lực lượng và bảo vệ những vùng đông dân, trù phú, vì những vùng đất đó mới thực sự quan trọng".
11 giờ trưa 14 tháng 3, tại Cam Ranh diễn ra một cuộc họp mà sau này, nhiều nhà bình luận quân sự cho rằng nó là một trong những nguyên nhân gây ra một thảm họa quân sự lớn nhất trong chiến tranh Việt Nam. Tại cuộc họp, thiếu tướng Phạm Văn Phú báo cáo tổng quát diễn biến chiến sự tại Tây Nguyên; trong đó, tướng Phú thỉnh cầu xin thêm máy bay cho sư đoàn 6 không quân, bổ sung quân số bị tổn thất, tăng viện từ 1 đến 2 lữ đoàn dù để phòng giữ Kon Tum, Pleiku và sau đó dùng để phản kích chiếm lại các vùng đã mất. Nguyễn Văn Thiệu không chấp nhận đề nghị của tướng Phú với lý do "không còn quân tăng phái, Cộng sản có thể đánh mạnh hơn năm 1972" và lệnh cho ông này rút quân về đồng bằng, tái phối trí lại lực lượng. Về hướng rút quân, đại tướng Cao Văn Viên lưu ý về những nguy hiểm khó lường khi rút theo đường 19, ông nhắc lại thảm họa đã xảy ra đối với Binh đoàn cơ động số 100 của quân viễn chinh Pháp trên đường 19 năm 1954. Sau khi thảo luận nhiều lần về việc chọn đường rút quân, Nguyễn Văn Thiệu và các tướng lĩnh đã quyết định rút theo đường số 7 vì họ cho rằng, con đường đó tuy xấu nhưng gây được bất ngờ cho đối phương
Trở về Pleiku, thiếu tướng Phạm Văn Phú không biết rằng trước đó một ngày, Trung tướng Ngô Quang Trưởng, tư lệnh Quân khu I cũng được lệnh rút các lực lượng của mình khỏi địa bàn quân khu. 16 giờ ngày 14 tháng 3, tướng Phú triệu tập ngay chuẩn tướng Trần Văn Cẩm, chuẩn tướng Phạm Ngọc Sang, chuẩn tướng Phạm Duy Tất và đại tá Lê Khắc Lý bàn việc rút quân với mấy yêu cầu:
- Về kế hoạch chung: Bảo đảm bí mật tuyệt đối, không làm văn bản, chỉ truyền khẩu lệnh; cấm tiết lộ cho địa phương quân và các tiểu khu. Phải rút nhanh gọn, đem theo vũ khí và một cơ số đạn đủ cho một trận chiến đấu. Rút theo kiểu cuốn chiếu, ở xa rút trước, ở gần rút sau.
- Về điều phối: Giao chuẩn tướng Phạm Duy Tất chỉ huy hành quân; chuẩn tướng Cẩm đôn đốc kiểm tra; chuẩn tướng Sang điều điều động máy bay vận tải chở hàng hóa quý hiếm, dọn sạch hai bên đường rút quân bằng máy bay oanh tạc; đại tá Lý điều động công binh sửa đường, bắc cầu, giữ liên lạc với Bộ chỉ huy tiền phương Quân khu II tại Nha Trang và Bộ Tổng tham mưu tại Sài Gòn để xin tiếp ứng khi cần.[11][71]

#### Thảm họa trên đường số 7
Mặc dù Bộ tư lệnh Quân đoàn II QLVNCH cố gắng giữ bí mật tối đa cuộc rút quân nhưng những hoạt động nhộn nhịp bất thường của không quân tại Pleiku trong ngày 14 tháng 3 đã gây nên những nghi ngờ trong gia đình các sĩ quan cấp dưới, binh sĩ và cả dân chúng. Sáng sớm ngày 15 tháng 3, một đoàn xe quân sự lớn của các liên đoàn 6 và 23 biệt động quân từ Kon Tum di chuyển qua Pleiku xuống phía Nam càng làm cho tâm lý của cán, chính, dân, binh thêm xao xuyến. Đến trưa ngày 15 thì mọi mệnh lệnh để ổn định tình hình của chuẩn tướng Trần Văn Cẩm và đại tá Lê Khắc Lý đều trở nên vô hiệu. Một số sĩ quan, công chức, binh lính đã bỏ đơn vị và nhiệm sở để lo cho gia đình di tản. Nhiều vụ cướp bóc, tống tiền đã xảy ra. Ngay cả CIA cũng bắt đầu di tản người Mỹ khỏi Pleiku vì theo họ đánh giá, thị xã này đã giống như một thùng thuốc súng.
13 giờ chiều 15 tháng 3, cuộc di tản của Quân đoàn II chính thức bắt đầu trong sự cập rập, vội vã. Thiết đoàn 19 và liên đoàn 6 biệt động quân mở đường từ Pleiku đi Phú Túc. Tiếp đó là bộ phận còn lại của Bộ tư lệnh Quân đoàn II, bộ tư lệnh lữ đoàn 2 kỵ binh thiết giáp, các đơn vị bộ binh, hậu cần. Theo tính toán của tướng Phú, các đơn vị Quân Giải phóng tập trung vây đánh trung đoàn 53, căn cứ B50 ở Buôn Ma Thuột và lo đối phó với cuộc phản kích của sư đoàn 23 tại Phước An nên phải mất ba đến năm ngày mới có thể điều quân đến do đường sá rất xấu, cơ động khó khăn. Còn sư đoàn 968 nếu có đuổi theo cũng phải hành quân bộ, đánh vuốt đuôi và sẽ bị liên đoàn 25 biệt động quân cản hậu chặn đánh. Hai ngày đầu cuộc di tản diễn ra thuận lợi. Sáng 16 tháng 3, khi đội thiết giáp đi đầu trong đoàn xe quân sự dài đến hơn 2.000 chiếc kèm theo gần 2.000 phương tiện giao thông dân sự các loại đã đến Cheo Reo an toàn và bắt đầu di chuyển xuống Củng Sơn thì toán cuối của đoàn xe này mới ra khỏi thị xã Pleiku.
Kế hoạch rút quân của Quân đoàn II QLVNCH không quá bất ngờ đối với Quân Giải phóng. Bất ngờ duy nhất mà Tổng thống Thiệu và tướng Phú tạo ra được là cuộc di tản này được tiến hành quá nhanh. Đến chiều 15 tháng 3, khi cánh quân đi đầu của thiết đoàn 19 đã qua Cheo Reo, Bộ Tư lệnh mặt trận Tây nguyên mới được tin QLVNCH bắt đầu rút khỏi Pleiku và Kon Tum. 20 giờ tối 16 tháng 3, lệnh truy kích mới được ban bố. Tiểu đoàn 9, trung đoàn 64 (sư đoàn 320 QGP) là đơn vị đầu tiên được điều động đã hành quân cắt rừng suốt đêm để lập một chốt chặn ở phía Nam thị xã Cheo Reo. Theo sát họ là đội hình chính của trung đoàn 64 hành quân trên 110 xe ô tô các loại được huy động. Bộ Tư lệnh mặt trận Tây Nguyên đã có ngay một kế hoạch chặn đánh trên đường số 7, sử dụng toàn bộ sư đoàn 320, tiểu đoàn xe tăng 2 (trung đoàn 273), trung đoàn pháo binh 675, trung đoàn cao xạ 593 và hai tiểu đoàn quân địa phương ở Phú Yên..
Sáng 17 tháng 3, tốp xe tăng, thiết giáp đi đầu của thiết đoàn 19 và liên đoàn 6 biệt động quân QLVNCH đã chạm súng với tiểu đoàn 9, trung đoàn 64 Quân Giải phóng miền Nam Việt Nam tại đèo Tuna, cách Cheo Reo 4 km về Đông đông Phú Bổn. Đoàn xe di tản khổng lồ ứ lại tại Cheo Reo. Từ chiều tối 17 đến sáng 18 tháng 3, chuẩn tướng Tất sử dụng liên đoàn 7 biệt động quân với sự yểm họ của không quân, pháo binh và thiết giáp liên tục công kích nhổ chốt, vu hồi bọc chốt để mở đường nhưng đều bị đẩy lùi. Sáng 18 tháng 3, toàn bộ trung đoàn 64 (sư đoàn 320A Quân Giải phóng) đã triển khai xong các chốt chặn tiếp theo phía hạ lưu đèo Tuna; trung đoàn 48 (thiếu) của sư đoàn này và trung đoàn 9 (sư đoàn 968) đã bao vây Cheo Reo từ ba mặt..
Trưa ngày 18, chuẩn tướng Phạm Văn Tất điều liên đoàn 25 biệt động quân đang làm nhiệm vụ cản hậu vượt lên trước cùng với lữ đoàn 2 thiết kỵ mở cuộc công kích cuối cùng để mở đường. Cũng thời điểm đó, các đơn vị pháo binh của trung đoàn 675 bắt đầu pháo kích các vị trí đóng quân tạm thời của QLVNCH trong thị xã Cheo Reo và 3 trung đoàn bộ binh Quân Giải phóng bắt đầu tấn công. Trong sự hỗn loạn, mọi cố gắng ổn định lại tình hình và tổ chức kháng cự của các vị chỉ huy QLVNCH trở nên vô vọng. 17 giờ chiều, chuẩn tướng Phạm Duy Tất nhận được lệnh phá bỏ tất cả các chiến cụ nặng. 17 giờ 30, một chiếc HU-1A vượt qua làn đạn phòng không của đối phương hạ cách xuống sân trường tiểu học Phú Bổn để đưa tướng Tất và đại tá Hoàng Thọ Nhu (tỉnh trưởng Pleiku) về Nha Trang.. Đến 9 giờ sáng ngày 19 tháng 3, các đơn vị QLVNCH bị vây tại Cheo Reo chấm dứt kháng cự. Chỉ có thiết đoàn 19 và liên đoàn 6 biệt động quân về được đến Củng Sơn với ít thiệt hại, thương vong nhất. Trên đường về Tuy Hoà, họ phải dừng lại tại sông Ba bốn ngày để chờ công binh thiết lập lại bến phà. Cuối cùng, các đơn vị này về đến Tuy Hòa ngày 25 tháng 3 năm 1975..

## Kết quả và ý nghĩa

### Quân Giải phóng miền Nam Việt Nam
Thắng lợi của Chiến dịch Tây Nguyên đã làm rung chuyển, đảo lộn cả thế trận của QLVNCH khiến cho QLVNCH thực sự hoảng sợ và hỗn loạn. Phía Quân Giải phóng miền Nam đã tận dụng thế trận này chiếm hết toàn bộ vùng cao nguyên, cắt những quân khu miền trung của VNCH ra làm đôi.. Điều này khiến cho chiến thắng đến với QGP với tốc độ nhanh hơn rất nhiều. Theo báo Nhân dân: "Chiến dịch Tây Nguyên thực sự là đòn điểm huyệt quân đội Sài Gòn trong cuộc Tổng tiến công và nổi dậy mùa Xuân 1975...mở đầu cho sự cáo chung của chế độ Sài Gòn"
Thượng tướng Đặng Vũ Hiệp, nguyên Chính ủy Chiến dịch Tây Nguyên cũng tâm niệm và nhắc lại:
| “ | "Chiến thắng Buôn Ma Thuột mãi mãi là dấu son trên trang sử vẻ vang của quân đội ta. Nó là kết quả của cả một quá trình chuẩn bị lâu dài của quân và dân Tây Nguyên. Nếu chúng ta đều biết tới hình ảnh từng đoàn dân công gồm cả người già, trẻ em của các buôn làng đã đi gùi đạn, gùi gạo, mở đường cho chiến dịch; nếu chúng ta biết tới những đồng chí cán bộ của Đảng đã từng cà răng căng tai, sống hàng vài chục năm với đồng bào các dân tộc Tây Nguyên để bám dân, bám đất xây dựng địa bàn, xây dựng chỗ cho chúng ta đứng chân mà đánh giặc; nếu chúng ta biết rằng trước khi chúng ta có xe pháo mà mở những trận đánh lớn như vậy đã có hàng ngàn đồng chí đi trước mở đường, mở địa bàn, giành đi giật lại với địch từng tấc đất trong điều kiện đói cơm, rách áo, thiếu thuốc men, thiếu vũ khí kéo dài hàng chục năm ròng để chúng ta có những quân hùng tướng mạnh mà đánh địch với thế mạnh như chẻ tre. Nếu chúng ta biết một cách đầy đủ tất cả những gì diễn ra trước khi có trận Buôn Ma Thuột, có mùa xuân cao nguyên 1975, thì chúng ta càng thấy tự hào hơn về Đảng ta, nhân dân ta và quân đội ta" | ” |

### Ý nghĩa về phương diện học thuật quân sự
Chiến thắng Tây Nguyên mang ý nghĩa lớn về học thuật. Tại đây, Quân Giải phóng miền Nam Việt Nam đã mục tiêu chủ yếu (Buôn Ma Thuật) vào đúng nơi hiểm nhưng yếu của QLVNCH và khiến cho nó "yếu" hơn bằng cách nghi binh điều QLVNCH lên hướng bắc, đồng thời bí mật cơ động lực lượng lớn về hướng nam, nhờ vậy Quân Giải phóng đã tập trung ưu thế áp đảo ở nơi cần thiết, tạo yếu tố bất ngờ. Quân Giải phóng đã bố trí thế trận hiểm, chia cắt chiến lược và chiến dịch địch, khiến các cụm quân của QLVNCH bị cô lập. Từ đó buộc QLVNCH phải chấp nhận các tình huống mà Quân Giải phóng đã dự kiến (thí dụ: do thế trận của Quân Giải phóng, QLVNCH chỉ còn một khả năng duy nhất là đổ bộ trực thăng xuống đường 21 sau khi mất Buôn Ma Thuật. Tại đây, Quân Giải phóng đã bố trí sẵn sàng Sư đoàn 10 và Trung đoàn 25. Có nghĩa là QLVNCH đã rơi vào đúng kế, đúng định của Quân Giải phóng). Nắm thời cơ có QLVNCH rút chạy, phía Quân Giải phóng đã kịp thời và kiên quyết truy kích tiêu diệt QLVNCH, đưa QLVNCH đến thất bại chưa từng có. Ngoại trừ một nguyên nhân khách quan rằng Quân đoàn II QLVNCH tự tan rã quá nhanh làm mất mát đến 1/4 lực lượng chính quy này.

### Quân lực VNCH

#### Tổn thất quân sự và dân sự
Đại tướng Cao Văn Viên nhận xét: "Cuộc triệt thoái khỏi cao nguyên là một thất bại chiến lược về phương diện quân sự. 75% lực lượng của Quân đoàn 2, gồm sư đoàn 23, biệt động quân, thiết kỵ, pháo binh, truyền tin và công binh bị hao tổn chỉ trong 10 ngày. Kế hoạch tái chiếm Ban Mê Thuột cũng bị thất bại vì Quân đoàn không còn quân. Cộng sản chiếm được Kon Tum và Pleiku không tốn một viên đạn".
Theo các nhà bình luận quân sự phương Tây, thất bại trong của cuộc rút lui của Quân đoàn II QLVNCH trên đường số 7 kèm theo những tổn thất rất nặng nề cả về quân sự và dân sự. Ít nhất 3/4 lực lượng của Quân đoàn II đã bị bắt sống hoặc đào ngũ Cơ quan CIA tại Sài Gòn nhận xét rằng chỉ cần một sư đoàn rút về được đến ven biển với tổn thất tối thiểu cũng đã là một sự may mắn. Số tài sản quân sự gồm xe tăng M48 Patton, xe bọc thép M-113, đại bác M-107 175 mm, đại bác HM-3 155 mm, đại bác HM-2 105 mm bị phá hủy hoặc rơi vào tay Quân Giải phóng lên đến con số hàng nghìn.
Phía Quân Giải phóng cho biết họ chỉ trong tám ngày cuối chiến dịch, họ đã loại khỏi vòng chiến 28.514 sĩ quan và binh sĩ QLVNCH, trong số đó có 4.502 chết hoặc bị thương, 16.822 người bị bắt làm tù binh, có 779 sĩ quan từ chuẩn úy đến chuẩn tướng; chỉ có 7.190 người được thả. Quân Giải phóng chỉ tổn thất 56 người chết và hơn 100 người bị thương khi đánh chặn ở Cheo Reo - Củng Sơn
Về trang bị, quân Giải phóng thu giữ và phá 17.183 súng và pháo các loại, trong đó có 79 khẩu pháo từ 105 mm trở lên, gồm 48 khẩu pháo 105mm, 14 khẩu 155mm và 12 khẩu M107 175mm (mệnh danh Vua Chiến trường); thu giữ 3.854 tấn đạn, 150 tấn vật tư thiết bị, 767 máy thông tin; phá hủy hoặc thu giữ hơn 2.000 xe quân sự (thu giữ 418 xe), bao gồm 207 xe tăng và xe bọc thép; bắn rơi 44 máy bay, thu giữ và phá hủy 110 chiếc khác của Không lực VNCH.
Trong cuộc di tản hỗn độn, các sĩ quan và binh sĩ QLVNCH đem theo cả gia đình họ, cùng với những nhân viên dân sự chen chúc nhau trên con đường ngập cỏ, bụi cây đã rơi vào tình thế cực kỳ náo loạn và thậm chí còn bị chính máy bay của họ bắn nhầm trong một cuộc hành trình đầy nước mắt. Thậm chí khi các cây cầu bị phá hủy, đoàn xe dồn ứ lại, các xe quân sự vẫn lao đại qua sông rồi chìm nghỉm, thậm chí cán qua các xe khác. Những binh sĩ đào ngũ của VNCH lợi dụng cơ hội đã cướp bóc dã man nhiều gia đình sĩ quan và cả dân thường hoặc công chức chính quyền. Số binh sĩ bị chết do xe cán lên tới vài nghìn. Trong số gần 400.000 người di tản xuống đồng bằng thì chỉ có non một phần tư đến nơi, số còn lại tan rã, thất lạc tứ tán.
Theo tính toán của Hoa Kỳ, sự tổn thất vượt quá mọi sự đo lường. Trong số 60.000 quân rút chạy thì chỉ có 20.000 về đến đích và hầu như không còn sức chiến đấu. Trong số 7.000 lính biệt động quân chỉ còn 700 đến đích. Sau trận Buôn Ma Thuột và cuộc rút lui thảm họa trên đường số 7, Quân đoàn II không còn tồn tại như là một lực lượng chiến đấu tương xứng với quy mô của nó nữa.

#### Nguyên nhân thất bại của VNCH
Nguyên nhân thất bại của VNCH xuất phát trước hết từ việc mất hết bình tĩnh khi đánh giá tình hình của tổng thống Nguyễn Văn Thiệu. Nếu như trước đây, ông đã quá tin vào cơ quan tình báo quân đội nhưng đến khi bị gài thế về quân sự quá chặt, không kịp trở tay gỡ ra thì lại quay ra mất tin tưởng hoàn toàn vào tình báo quân đội. Từ khi Buôn Ma Thuột thất thủ, thái độ của Nguyễn Văn Thiệu đã làm cho cơ quan này mất sự tự tin và bản thân ông ta cũng coi cơ quan tình báo quân đội có cũng như không cho đến tận phút chót của cuộc chiến. Việc mất lòng tin vào cơ quan tình báo quân đội và kể cả vào CIA đã dẫn đến những sai lầm chiến lược quân sự của Nguyễn Văn Thiệu và ông ta đã bỏ ngoài tai những lời bàn thảo hợp lý của các tướng lĩnh, kể cả đại tướng Cao Văn Viên để rồi tự mình định đoạt mọi chuyện.. Khi thiếu tướng Phạm Văn Phú khăng khăng đòi tăng quân để bảo vệ Tây Nguyên thì ông Thiệu đã đặt ra cho tướng Phú hai lựa chọn: hoặc là thi hành lệnh, hoặc là bị thay thế và ngồi tù để người khác thi hành lệnh. Và đương nhiên, tướng Phú chọn giải pháp chấp hành.
Nguyên nhân thứ hai dẫn đến việc thất thủ ở Tây Nguyên là sự quá tin tưởng của Nguyễn Văn Thiệu vào sự chi viện trực tiếp bằng quân sự của Hoa Kỳ. Trong khi cả Quân đoàn II của tướng Phú đang phải vật lộn sống chết trên đường số 7 và mặc dù biết rằng "nội một vài ngày tới, tình hình sẽ trầm trọng hết sức mau lẹ" nhưng ông vẫn hy vọng vào việc "đặt với Hoa Kỳ câu hỏi "yes or no" (có hay không) buộc họ phải dứt khoát có muốn giúp hay không". Trong khi đó thì lời tuyên bố của Bộ trưởng Quốc phòng Hoa Kỳ Jame Schlesinger sau khi được tin Phước Long thất thủ và lời an ủi của Thứ trưởng William Clement đã chứng tỏ phần nào việc Hoa Kỳ không muốn dính líu trở lại về quân sự tại Việt Nam.
Nguyên nhân thứ ba làm cho việc thất thủ Tây Nguyên của QLVNCH là họ muốn một cuộc rút quân có tổ chức, có chỉ huy, có giữ bí mật nhưng chính sự yếu kém về tổ chức và tính linh hoạt khi xử lý các tình huống đã làm hại họ. Lực lượng đông, binh khí kỹ thuật nhiều nhưng lại kéo dài đội hình trên đường độc đạo nên khó tránh được ùn tắc. Đoàn quân này lại kéo theo cả hàng vạn thường dân, trong đó quá nửa là gia đình các sĩ quan, binh sĩ và công chức, rất khó tránh khỏi rối loạn khi gặp tình huống bất ngờ. Hy vọng duy nhất có thể trông cậy được là tính bất ngờ thì chỉ sau hai ngày cũng không còn. Khi bị đối phương chặn đánh quyết liệt thì sự tan rã không phải là điều khó hiểu. Báo cáo tường trình về cuộc rút quân của khỏi Tây Nguyên của Bộ tư lệnh Quân đoàn II trình tổng thống Nguyễn Văn Thiệu ghi nhận: "Cuộc hành quân dự trù không có áp lực của đối phương; nhưng khi thực thi đã gặp áp lực nặng nề làm cho chỉ huy lúng túng không sao đối phó được".
Nguyên nhân cuối cùng dẫn đến thất bại ở Tây Nguyên năm 1975 của QLVNCH là yếu tố tinh thần. Cuộc chiến kéo dài dai dẳng nhiều năm làm cho tinh thần binh sĩ sa sút. Sự bi quan trong các sĩ quan chỉ huy còn tăng thêm khi ngoại trưởng Trần Văn Lắm từ Hoa Kỳ trở về thông báo khả năng Mỹ tăng thêm viện trợ gần như không còn và phái đoàn của Quốc hội Hoa Kỳ cũng không hứa hẹn gì trong cuộc đi thăm chính thức hồi tháng 2 năm 1975. Khi rút quân, phần lớn các sĩ quan và binh sĩ QLVNCH đem theo cả gia đình. Lúc lâm trận, không ít người đã bỏ đi tìm người nhà thay vì xông ra giao chiến; và lòng trung thành của họ với gia đình nhiều hơn là với cấp chỉ huy đã ảnh hưởng lớn đến tinh thần chiến đấu của họ.
Từ thời chiến tranh Đông Dương 1945-1954, người Pháp và Việt Minh đều coi Tây Nguyên là mái nhà và là cái chìa khóa của Đông Dương. Mất các căn cứ cơ bản trụ cột phòng thủ cao nguyên mà trong tay không còn lực lượng dự bị cơ động nào khả dĩ nào để có thể xoay chuyển tình thế, QLVNCH ở vào tình thế rất nguy hiểm. Những lực lượng của họ tuy còn khá đông nhưng lại chiếm giữ một cách không chắc chắn dải đất hẹp ven biển miền Trung và có nguy cơ bị tấn công chia cắt bất cứ lúc nào. Quyết định bỏ Tây Nguyên và rút các lực lượng còn lại về cố thủ dải đồng bằng ven biển miền Trung của Tổng thống Nguyễn Văn Thiệu trong cuộc họp ngày 14 tháng 3 tại căn cứ quân sự Cam Ranh với các ông Cao Văn Viên, Trần Thiện Khiêm và Phạm Văn Phú mặc dù có một trong những nguyên nhân là tình trạng suy yếu lực lượng của Việt Nam Cộng hòa lúc đó nhưng đã trở thành một lỗi lầm chí tử. Kế hoạch này cùng với viện thực hiện rút quân thiếu tổ chức không những không cứu vãn được tình thế của Quân đoàn II mà còn đẩy họ đến chỗ bị tiêu diệt và tan rã, mở đầu cho sự sụp đổ không tránh khỏi của Việt Nam Cộng hoà.